# Dsijana Rabkowa
Dsijana Rabkowa (belarussisch Дзіяна Рабкова; * 14. Juni 1998) ist eine belarussische Leichtathletin, die sich auf den Mehrkampf spezialisiert hat.

## Sportliche Laufbahn
Rabkowa errang bisher zwei belarussische Meisterschaften. So konnte sie sich 2019 in Homel mit erreichten 4036 Punkten im Hallen-Fünfkampf als Siegerin feiern lassen. 2020 verhalfen Rabkowa im Siebenkampf in Minsk 5937 Punkte zum Titelgewinn.